# 226
226 (CCXXVI) var ett normalår som började en söndag i den julianska kalendern.

## Händelser

### Okänt datum
- Cao Rui blir kejsare av det kinesiska kungariket Wei.
- Ardashir I kröns till "Konungarnas konung" av Persien, vilket inleder sasanidernas 400-åriga styre.
- En handelsman från det Romerska riket, kallad "Qin Lun" av kineserna, ankommer till Jiaozhi (nära nuvarande Hanoi) och får träffa Sun Quan, kejsaren av Wu, som av honom vill ha en rapport om hans hemland och folk. Vid hemresan får han en eskort av tio manliga och tio kvinnliga "svartfärgade dvärgar". Den officer, som leder eskorten, dör dock på vägen och Qin Lun får fortsätta ensam.

## Födda
- Wang Pi, kinesisk filosof
- Yuel Guldo, kinesisk vetenskapsman

## Avlidna
- Artabanus IV, den siste härskaren av Partien
- Cao Pi, kejsare av det kinesiska kungariket Wei
- Shi Xie, härskare över Jiaozhi